# Anemaet
Anemaet is een geslacht wat vele beroepsmilitairen en enkele bestuurders voortbracht. De stamreeks begint bij Pieter Anemaet, geboren aan het einde van de 17de eeuw. Hij was burgemeester te Zwaluwe. Het geslacht Anemaet werd eind 19de eeuw opgenomen in het Stam- en Wapenboek van A.A. Vorsterman van Oijen. 

## Enkele telgen
- Sebastiaan Anemaet (1729-?) president-schepen en later burgemeester te Zwaluwe
  - Johannus Allatus Anemaet (1791-1824) officier der Genie en ridder in de Militaire Willems-Orde
    - Sebastiaan Anemaet (1791-1824) infanterieofficier
      - Sebastiaan Hendrik Anemaet (1786-1863) notaris en burgemeester uit Goeree-Overflakkee, later actief als Thorbeckiaans Tweede Kamerlid
        - Hendrik Willem Anemaet (1796-1872) majoor der dragonders en ridder in de Militaire Willems-Orde
          - Johannes Anemaet (1920-1997) generaal-majoor, ridder in de Militaire Willems-Orde